# 琴特拉凯
琴特拉凯（義大利語：Centrache），是意大利卡坦扎罗省的一个市镇。总面积7平方公里，人口413人，人口密度59.0人/平方公里（2009年）。ISTAT代码为079025。